# Japans expeditieleger in China
Het  Japans expeditieleger in China (Japans: 支那派遣軍, Shina hakengun) was een van de hoofdlegers van het Japanse Keizerlijke Leger. Het Japans expeditieleger in China werd opgericht in september 1939. Het was verantwoordelijk voor alle militaire operaties in China. Het hoofdkwartier van het expeditieleger bevond zich in Nanking. In volle bezetting had het 1.050.000 manschappen.
Het Japans expeditieleger in China gaf zich over in augustus 1945. Het leger bleef echter bewapend totdat de geallieerde troepen arriveerden. Op het einde van de Tweede Wereldoorlog bestond het leger nog uit 620.000 manschappen verdeeld over een pantserdivisie en 25 infanteriedivisies. Het bestond tevens uit 22 zelfstandige brigades: 11 infanteriebrigades, 1 cavaleriebrigade, en 10 gemengde brigades (deze bevatten infanterie-, artillerie-, pantser- en ondersteunende eenheden). Op het einde van de oorlog was het expeditieleger ernstig verzwakt en onderbemand, omdat het merendeel van haar munitievoorraad en van haar eenheden overgeplaatst waren naar de eilanden van de Grote Oceaan.

## Bevelhebbers

### Commandanten
|   | Naam                         | Van               | Tot              |
| - | ---------------------------- | ----------------- | ---------------- |
| 1 | Generaal Toshizo Nishio      | 12 september 1939 | 1 maart 1941     |
| 2 | Veldmaarschalk Shunroku Hata | 1 maart 1941      | 23 november 1944 |
| 3 | Generaal Yasuji Okamura      | 23 november 1944  | 9 september 1945 |

#### Stafchefs
|   | Naam                                   | Van              | Tot              |
| - | -------------------------------------- | ---------------- | ---------------- |
| 1 | Generaal Seishiro Itagaki              | 4 september 1939 | 7 juli 1941      |
| 2 | Generaal Jun Oshiroku                  | 7 juli 1941      | 17 augustus 1942 |
| 3 | Luitenant-generaal Masakazu Kawabe     | 17 augustus 1942 | 18 maart 1943    |
| 4 | Luitenant-generaal Takuro Matsui       | 18 maart 1943    | 1 februari 1945  |
| 5 | Luitenant-generaal Asasaburo Kobayashi | 1 februari 1945  | september 1945   |

## Structuur van het expeditieleger op het einde van de oorlog
- Legergroep Noord-China. Hoofdkwartier in Peking. Deze legergroep was verantwoordelijk voor het gebied tussen de Gele Rivier en de Chinese Muur. Het had de directe controle over Hebei.
  - 1e Leger, actief in het westen van het operatiegebied, met name in Shanxi en het noorden van Henan
    - 114e divisie
    - 3e Zelfstandig gemengde brigade
    - 10e Zelfstandige infanteriebrigade
    - 14e Zelfstandige infanteriebrigade

  - 12e Leger, actief in het oosten en het zuiden van het operatiegebied, met name in Shandong, het zuiden van Hebei en in delen van Henan, Anhui en Jiangxi.
    - 110e divisie
    - 115e divisie
    - 3e tankdivisie
    - 4e cavaleriebrigade

  - Garnizoenleger in Mongolië, verantwoordelijk voor Binnen-Mongolië
  - 43e Leger
    - 47e divisie
    - 5e Zelfstandig gemengde brigade
    - 1e Zelfstandige infanteriebrigade

  - 1e Zelfstandig gemengde brigade
  - 8e Zelfstandig gemengde brigade
  - 9e Zelfstandig gemengde brigade
  - 2e Zelfstandige infanteriebrigade
- Zesde Legergroep, verantwoordelijk voor de strijd in Centraal-China, het gebied tussen de Jangtsekiang en de Gele Rivier.
  - 11e Leger
    - 58e divisie
    - 22e Zelfstandig gemengde brigade
    - 88e Zelfstandig gemengde brigade

  - 20e Leger
    - 64e divisie
    - 68e divisie
    - 116e divisie
    - 81e Zelfstandig gemengde brigade
    - 82e Zelfstandig gemengde brigade
    - 86e Zelfstandig gemengde brigade
    - 87e Zelfstandig gemengde brigade

  - 132e divisie
  - 17e Zelfstandig gemengde brigade
  - 83e Zelfstandig gemengde brigade
  - 84e Zelfstandig gemengde brigade
  - 85e Zelfstandig gemengde brigade
  - 5e Zelfstandige infanteriebrigade
  - 7e Zelfstandige infanteriebrigade
  - 12e Zelfstandige infanteriebrigade
- Dertiende Leger, vormde de algemene reserve en stond onder direct bevel van de commandant van het expeditieleger. Het leger opereerde in de vallei van de Jangtsekiang en de kusten van Noord- en Zuid-China. Tevens was het actief in Shanghai, Anhui, Jiangxi en Zhejiang.
  - 60e divisie
  - 61e divisie
  - 65e divisie
  - 69e divisie
  - 161e divisie
  - 90e Zelfstandig gemengde brigade
  - 92e Zelfstandig gemengde brigade
  - 6e Zelfstandige infanteriebrigade
- Zesde Leger
  - 70e divisie
  - 133e divisie
  - 62e Zelfstandig gemengde brigade
  - 89e Zelfstandig gemengde brigade
  - 91e Zelfstandig gemengde brigade
- Drieëntwintigste Leger
  - 104e divisie
  - 129e divisie
  - 130e divisie
  - 23e Zelfstandig gemengde brigade
  - 8e Zelfstandige infanteriebrigade
  - 13e Zelfstandige infanteriebrigade
- 3e divisie
- 13e divisie
- 27e divisie
- 34e divisie
- 40e divisie
- 131e divisie
- 13e luchtmachtdivisie